# Yamilka
Yamilka Del Rosario Aristy (Santo Domingo, República Dominicana, 22 de diciembre de 1988), conocida artísticamente como Yamilka, es una cantante de música cristiana. Está relacionada con el grupo Barak, con el cual se ha desempeñado como corista y telonera en diversas giras de la banda.
Ha estado nominada en Premios El Galardón como Artista Femenina del Año en diversas ocasiones.

## Carrera musical
Comenzó su carrera musical participando como corista para otros artistas de música cristiana como Tercer Cielo, Isabelle Valdez, entre otros.
En 2014, junto al productor Angelo Frilop, graba su primera producción debut, el cual lleva por nombre Incomparable, ⁣ compuesto por 10 temas, entre estos, el sencillo «Lléname». Al año siguiente, por esta producción estaría nominada como Álbum Pop Contemporáneo en Premios AMCL, ⁣ y en los Premios El Galardón sería nominada como Artista Revelación Central.
Desde 2016, formó parte de la gira del grupo Barak titulada Radical Live, ⁣ con quienes también formó parte de la grabación del DVD del grupo Kabed. Ese mismo año, formó parte del evento Jangueando en el Wikén de Puerto Rico, compartiendo escenario junto a Marcos Yaroide, ⁣ y con Isabelle Valdez en 2017. En 2019, lanzaría su segunda producción, Todopoderoso.
Recientemente, ha colaborado con Arisa, y Artelis,⁣ artistas pertenecientes a Frilop Music. Anunció su nuevo trabajo discográfico llamado Lugar de Rompimiento, donde participarían Grupo Grace, Villanova, Arisa, Grupo Barak, Lenny Pimentel, Nahum Clarke y Diannete Mendez.
Con esta última hicieron la una nueva versión de Llevame a Ti, sencillo cuyo video oficial en YouTube tiene más de 12 millones de vistas y más de 2 millones de streams en Spotify. 
En 2024, formó parte del elenco de la película dominicana Justo a tiempo, junto a Vivian Fatule, Robert Green y Angelo Frilop, del Grupo Barak, Rubinsky RBK, Lizzy Parra, entre otros.

## Discografía

### Álbumes de estudio
- 2014: Incomparable
- 2019: Todopoderoso

## Premios y reconocimientos
- Premios El Galardón 2015:  Artista Revelación Central
- Premios AMCL 2015: Álbum Pop Contemporáneo del Año por Incomparable
- Premios El Galardón 2018:  Artista femenina del año[24]
- Premios El Galardón 2019: Artista femenina del año[25]
- Premios El Galardón 2021: Artista femenina del año[26]
- Premios El Galardón 2022: Artista femenina del año[27]
- Premios El Galardón 2024: Artista femenina del año[28]